# Matolcsy György (közgazdász)
Matolcsy György Huba (Budapest, 1955. július 18. –) magyar közgazdász, publicista, politikus. A rendszerváltás után több privatizációval foglalkozó kutatóintézet vezetője volt. 2000–2002 között gazdasági miniszter, egyben az Országos Atomenergia-bizottság elnöke. 2002-től a Növekedéskutató Intézet igazgatója, 2003-tól a Polgári Magyarországért Alapítvány kuratóriumának elnöke. 2006–2013 között a Fidesz országgyűlési képviselője. 2010–2013 között a második Orbán-kormány nemzetgazdasági minisztere, 2013 és 2025 között a Magyar Nemzeti Bank elnöke volt. A 2020-as Befolyás-barométer szerint ő volt Magyarország 4. legbefolyásosabb személye.

## Életpályája
Édesapja Matolcsy György (1930–2021), a Pannónia Filmstúdió egykori igazgatója volt. 
1973-ban érettségizett a budapesti Szilágyi Erzsébet Gimnáziumban, majd felvették a Marx Károly Közgazdaságtudományi Egyetem ipar szakára. Itt 1977-ben közgazdászdiplomát, 1981-ben pedig egyetemi doktori fokozatot szerzett. Diplomázása után egy évig az Iparszervezési Intézet munkatársa, majd 1981-ig a Pénzügyminisztérium ipari főosztálya, illetve 1985-ig a miniszteri titkárság főelőadója, majd osztályvezetője volt. 
Tagja lett az MSZMP-nek. Ezt követően 1990-ig a Pénzügykutató Intézet (1987-től részvénytársaság) munkatársa, majd tudományos főmunkatársa. Rövid kormányzati kitérő után 1991 januárja és szeptembere között a Privatizációs Kutatóintézet igazgatója volt, ezt követően három éven át a londoni székhelyű Európai Újjáépítési és Fejlesztési Bankban (EBRD) a magyar kormány képviselője. 1995 és 1998 között a Tulajdon Alapítvány Privatizációs Kutatóintézet igazgatója. 1998 és 1999 között, illetve 2002-től a Növekedéskutató Intézet igazgatója.

### Közéleti pályafutása
Az Antall-kormány beiktatása után 1990 májusa és decembere között a Miniszterelnöki Hivatal politikai államtitkára, illetve 1990 júliusától decemberéig a privatizációért felelős kormánybizottság elnöke volt. Hosszabb szünet után 1999-ben Orbán Viktor akkori miniszterelnök gazdasági tanácsadó testületének lett tagja. 2000-ben Chikán Attila utódjaként gazdasági miniszterré nevezték ki. Nevéhez fűződik többek között a Széchenyi-terv kialakítása. 
Tisztségét a 2002-es kormányváltásig viselte. Minisztersége alatt az Országos Atomenergia-bizottság elnöke is volt. A Fidesz 2003-as átalakulása során belépett a pártba. Ugyanebben az évben a Polgári Magyarországért Alapítvány kuratóriumának elnöke lett. A 2006-os országgyűlési választáson pártja Bács-Kiskun megyei területi listájának vezetőjeként bejutott az Országgyűlésbe. A 2010-ig tartó ciklusban a gazdasági és informatikai bizottság tagja volt. A 2010-es választásokon szintén a Fidesz és a KDNP közös Bács-Kiskun megyei területi listájáról szerzett mandátumot. 2010-től a második Orbán-kormány nemzetgazdasági minisztere. Orbán Viktor 2010-ben a jobbkezének nevezte, politikai kapcsolatuk erősségét Konrad Adenauer német kancellár és gazdasági minisztere, Ludwig Erhard kapcsolatához hasonlította.
A 2000-es évek második felétől a Heti Válasz állandó publicistája. 2009-ben Kozármisleny városa díszpolgári címet adományozott neki.
2011 januárjában indult el a nevéhez fűződő Új Széchenyi Terv, amelynek a KKV-knak nyújtott pályázható forrásokkal a vállalkozások megerősítése és a munkahelyteremtés volt a célja.
2012-ben sokat emlegetett nyilatkozata volt, mikor ez év november 16-án egy hódmezővásárhelyi lakossági fórumon kérdésre, miszerint Bajnai Gordon szerint a Fidesz-szavazók ázsiai törzset alkotnak, azt találta mondani: „Az ázsiai származásra büszkének kell lennünk. Gyermekeink fenekén az első hat hétben százból harminc esetben kis piros pont van. Pont, mint a japán gyermekeknek. Ezt nekem japán tudósok mondták.”, majd elhangzott az is tőle, hogy „Kistigrisek leszünk újra, aranyosak, játékosak, de látszik a fogunk.”, mellyel a magyar gazdaságra utalt.
2013 márciusától hat évre a Magyar Nemzeti Bank (MNB) elnökévé nevezték ki. Kinevezése után egy hónappal, 2013 áprilisában hirdette meg az MNB a Növekedési Hitelprogramot, melynek célja a kis- és középvállalkozások forint alapú hitelhez jutásának elősegítése volt. A program keretében a jegybank ingyenes forint forrással látja el a bankszektort, amely e forrásokat legfeljebb 2,5%-os kamatlábbal továbbadja KKV partnereinek. Az NHP eddigi szakaszainak köszönhetően 2020-ig több mint 57 ezer vállalkozás jutott kedvező finanszírozáshoz, mintegy 3400 milliárd forint értékben.
2013-as jegybankelnöki kinevezésétől kezdődően az MNB Monetáris Tanácsa fenntartotta kamatcsökkentési ciklusát, és 2016 óta 1 százalék alatt tartja a jegybanki alapkamatot.
2014-ben hozták létre vezetésével az MNB Pallasz Athénéről elnevezett alapítványait 260 milliárd forintból, melyek különféle pályázati lehetőségeket kínálnak, de a bírálatok szerint a közpénzből működő alapítványok számos „luxusberuházásra” költöttek, úgy mint műkincsekre és nagy értékű ingatlanokra, ennek kapcsán pedig Matolcsy személye is támadások céltáblájává vált. Az alapítványok rokonokat is támogattak, 2016-ban például több mint 600 milliós támogatást kapott az a New Wave Production Kft., amely mögött Szemerey Tamás, Matolcsy unokatestvére áll.
2014 tavaszán a vezetésével indult el az MNB önfinanszírozási programja, aminek segítségével az államadósság devizaaránya közel 50 százalékról 20 százalékra csökkent, így a magyar gazdaság külső sérülékenysége jelentősen mérséklődött.
2014-ben Matolcsy volt kabinetfőnöke, Wiedermann Helga Sakk és Póker – Krónika a magyar gazdasági szabadságharc győztes csatáiról címmel könyvet írt Matolcsy miniszterségének időszakáról, mely az adóforintokból működő Pallas Athéné Domus Animae alapítvány támogatott. Kritikusai szerint a könyvben Matolcsy bizonyos viselkedése felveti a bennfentes kereskedés gyanúját.
2014 novemberében a vezetése alatt álló MNB, a kormány és a bankszövetség egyeztetéseinek eredményeként döntöttek a jelzáloghiteleknek az akkori piaci árfolyam közelében történő forintosításáról. Matolcsy jelentős szerepet vállalt a deviza- és a deviza alapú fogyasztói jelzáloghitelek forintra váltásában azzal, hogy a jegybank biztosította a bankok számára a forintosításhoz szükséges deviza teljes mennyiségét.
2015. március 5-én a jegybank új, közgazdasági és monetáris politikai szakmai könyvsorozatot indított útjára, a könyvsorozat első kötetét, az Egyensúly és növekedést, Matolcsy György jegyzi. A könyv 2015 végén angolul is megjelent. A kötet második, átdolgozott kiadását 2020. december 10-én mutatták be.
2016 végén nyilvánosságra került, hogy Matolcsy egy Patai Mihály, a Magyar Bankszövetség elnökének tulajdonában lévő ingatlant bérel, ami felvetette az összeférhetetlenség gyanúját, mert Patai az UniCredit Bank igazgatójaként a banki felügyeletet is ellátó jegybank elnökével nem lehet üzleti viszonyban. Matolcsy rendre kitért a válaszadás alól és csak balatonakarattyai állandó lakcímét ismételgette, egy ízben pedig pikírt stílusban beszélt a karácsonyi ünnepek fontosságáról a riportereknek válaszadás helyett. Patai később cáfolta, hogy Matolcsy az ingatlanában lakott volna.
2018-ban már fia, Matolcsy Ádám egy cégének tulajdonában álló, 400 millió forintos luxusvillába költözött, amelynek megvásárlásához a Matolcsy unokatestvérének, Szemerey Tamásnak érdekeltségébe tartozó Növekedési Hitel Bank adott kölcsönt Matolcsy fiának. Matolcsy Ádám szerint apja bérleti díj fejében használja az ingatlant, amit a cégének fizet.
Elnöksége alatt, 2018 márciusában a jegybank hazaszállíttatta Londonból a magyar aranytartalékot, októberben pedig 3,1 tonnáról 31,5 tonnára, azaz tízszeresére növelte Magyarország aranytartalékát.
Bírálták amiatt is, hogy túl szoros viszonyt ápol Polt Péter főügyésszel, akinek felesége, Polt-Palásthy Marianna az MNB személyügyekért felelős vezetője, emellett több MNB-alapítvány felügyelőbizottságában is tevékenykedik, ráadásul személyügyi vezetőként ő vette fel a férje korábbi házasságából származó lányát, Polt Petrát az MNB jogi osztályára 2017 januárjától, amely a bank közlése alapján Matolcsy jóváhagyásával történt. Az összefonódások miatt az ellenzéki pártok képviselői lemondásra szólították fel Polt feleségét és lányát, az MNB-t pedig a „Fidesz magánbankjának” nevezték.
2014-ben jelentkezett PhD-fokozat megszerzésére a Nemzeti Közszolgálati Egyetemen, azonban ez 2017-re meghiúsult, mert nem rendelkezett második középfokú nyelvvizsgával a meglévő középfokú angol mellett. Az MNB szerint Matolcsy későbbre halasztotta a tanulmányai befejezését, témavezetője, Lentner Csaba közgazdász – aki egyébként Matolcsy beosztottja a jegybank alapítványainál – pedig azzal magyarázta ezt, hogy „Matolcsy György több mint egy PhD tudományos fokozat”, emellett karaktergyilkosságként sommázta a tényeket.
2018-ban az keltett feltűnést vele kapcsolatban, hogy az MNB épületeinek közeléből eltűntek a 8-as és a 13-as számok, amit kritikusai Matolcsy számmisztikai vonzalmával és ezen számoktól való rettegésével magyarázták, miután sokáig hiányoztak az ilyen sorszámú parkolóhelyek az MNB épülete mellől, de az épület és a PADA alapítványoknak otthont adó épület eredetileg 8-as házszámmal rendelkező címeit is utólag megváltoztatták a 8-as kihagyásával. Az MNB cáfolt mindenféle „rettegésre” vonatkozó híresztelést.
2019 márciusában a Debreceni Egyetem díszdoktori címet (doctor honoris causa) adományozott neki.
2019. július 1-jén 300 milliárd forintos keretösszeggel a Matolcsy vezette MNB elindította vállalati kötvényvásárlási programját, ami élénkíti a versenyt a bankok között, ezáltal hozzájárul a forrásköltségek csökkenéséhez.
2020 tavaszán Matolcsy bejelentette, hogy az új típusú koronavírus-járvány gazdasági hatásainak mérséklése érdekében összesen 3000 milliárd forint új forrást biztosítanak a gazdaságnak, ami az éves várható GDP 6 százaléka.
Matolcsy György a Magyarország újraindul című konferencián adott interjúban 2021. június 9-én megosztotta a Magyar Nemzeti Bank tervét egy digitális jegybankpénz (CBDC) bevezetéséről. Matolcsy az interjúban azt is kifejtette, hogy miért hasznos a gazdaság és a magyar emberek számára a magyar CBDC fejlesztése. A központi bankok több mint 400 éve léteznek, és Matolcsy szerint “nem működhetnek úgy, mint 400, 300 vagy 200 évvel ezelőtt”.
2022. december 5-én több szokatlanul éles kritikai megjegyzés hangzott el tőle a parlament Gazdasági Bizottságának aktuális ülésén, amikkel a kormány gazdaságpolitikáját bírálta. Itt egyebek mellett arról beszélt, hogy a magyar gazdaság válságközeli helyzetben van, és ha a gazdaságpolitika nem változik Magyarország súlyos gazdasági nehézségek elé néz, ezen kívül felrótta, hogy az elmúlt tíz évben Magyarország nem állt át hangsúlyosabban a megújuló energiaforrásokra. Felmerült, hogy a kritikus véleményekre azután került sor, hogy a kormánypártok elutasították azt az MNB féle kezdeményezést, amivel Matolcsyt élete végéig, de legalábbis 2031-ig jegybankelnöknek akarták megtartani. Az MNB tagadta ezt az értesülést, de Kocsis Máté fideszes frakcióvezető szerint volt ilyen szándék. Kritikusok, mint Surányi György korábbi jegybankelnök szerint Matolcsy a saját korábbi jegybankelnöki és gazdasági miniszteri kudarcairól beszélt, hisz ilyen minőségében ő is felelős volt az általa kritizált helyzetért.

#### ÁSZ-vizsgálat, feljelentések
2025-ben, MNB elnöki megbízatásának lejárta után az Állami Számvevőszék vizsgálati jelentést tett közzé, miszerint az MNB gazdálkodása az ingatlanberuházások terén nem teljesítette a takarékos működés követelményét, nem igazodott az ország, az állami intézményrendszer általános pénzügyi helyzetéhez.
Az ÁSZ a Pallas Athéné Domus Meriti Alapítvány, valamint a kecskeméti Neumann János Egyetemet fenntartó Neumann János Egyetemért Alapítvány működésével kapcsolatban feljelentést tett, mivel az alapítvány által létrehozott OPTIMA Befektetési Zrt. a közpénzektől elvárt gondos kezeléssel ellentétes kockázatokat vállalt és többszáz milliárd forintos veszteségeket szenvedett el. A rossz befektetések miatt a vagyon jelentősen csökkent, miközben abból nagy rész jutott a Matolcsy György fiához, Matolcsy Ádámhoz és barátaihoz (Somlai Bálint, Száraz István) kötődő cégeknek.

## Családja
Édesapja id. Matolcsy György (1930–2021), animációsfilm-producer és filmtörténész, a Pannónia Filmstúdió egyik alapítója, stúdióvezetője volt.
Első felesége Matolcsy Gyöngyi, 2014 és 2024 között Balatonakarattya polgármestere. 2016-ban elváltak. Két fiúgyermekük van: Matolcsy Ádám (1986) vállalkozó (Magyar Stratégiai Zrt., Glamorous Kft., Balaton Bútorgyár), és Matolcsy Máté Huba (az MKB Bank stratégiai és üzletpolitikai területének elemzője, majd a Mém Műhely Kft. tulajdonosa és ügyvezetője).
2017-ben feleségül vette Vajda Zita (Matolcsy Zita) közgazdászt, akivel egy közös gyermekük született. Kapcsolatuk kezdetben szintén jelentős közéleti polémia tárgya volt.

## Könyvei
- Az a bizonyos harmincöt százalék; Magvető, Budapest, 1978 (Gyorsuló idő)
- Hogyan alapítsunk társulást? Tanulmány; szerk. Matolcsy György; Economix Közgazdász Egyetemi Kisszövetkezet, Budapest, 1987
- A magyar privatizáció. Trendek, tények, privatizációs példák; Tulajdon Alapítvány–Privatizációs Kutatóintézet, Budapest, 1991 (Lábadozásunk évei)
- Sokk (vagy kevés?); Kairosz, Budapest, 1998
- Növekedés és globalizáció. Válogatott tanulmányok; szerk. Matolcsy György, előszó Bogár László; Kairosz–Növekedéskutató Intézet, Szentendre–Budapest, 1999 (Miénk a 21. század)
- Élő emlékeink. A Széchenyi-terv világa; Válasz, Budapest, 2002
- Amerikai birodalom. A jövő forgatókönyvei; Válasz, Budapest, 2004
- Éllovasból sereghajtó. Elveszett évek krónikája; Éghajlat, Budapest, 2008
- Jövőkép. Megújított szabadelvű és szociális piacgazdaság Magyarországon; szerk. Cséfalvay Zoltán, Matolcsy György; MGFI, Budapest, 2009 (Jövőkép sorozat)
- 2002–2013. Válogatás Matolcsy György Heti válaszban megjelent írásaiból; s.n., s.l., 2013
- Egyensúly és növekedés. Konszolidáció és stabilizáció Magyarországon, 2010–2014; Kairosz, Budapest, 2015 (Magyar Nemzeti Bank könyvsorozata) (angolul is)
- Amerikai Birodalom vs. Európai Álom. Az euró kudarca; Pallas Athéné, Budapest, 2020 (angolul is)
- Egyensúly és növekedés. Sereghajtóból újra éllovas. 2010–2019; 2. átdolg. kiad.; MNB, Budapest, 2020 (Magyar Nemzeti Bank könyvsorozata)
- Az idő mintázatai. Az 1940-es és az 1970-es évek újraélése; Pallas Athéné, Bp., 2022
- Új fenntartható közgazdaságtan. Globális vitairat; szerk. Baksay Gergely, Matolcsy György, Virág Barnabás; MNB, Bp., 2022 (A Magyar Nemzeti Bank könyvsorozata)
- On the Edge of Times. The Return of the 1940s and the 1970s; Pallas Athéné, Budapest, 2022
- Olvasó-napló. Válogatott írások, 1-2.; 2. bőv., átdolg. kiad.; Pallas Athéné, Bp., 2023
- 12 év a stabilitás szolgálatában. 100 jegybanki sikertörténet 2013 és 2025 között; MNB, Bp., 2025

## Díjai, elismerései
- Barankovics Emlékérem kitüntetés (2013)
- Figyelő – Az év embere (2017)

### Interjúk
- Magánnyugdíjpénztár: a halálos sebet orvosolnák Archiválva 2016. március 4-i dátummal a Wayback Machine-ben – interjú a Zalai Hírlap online-on, 2010. november 29.
- „Matolcsy politikája tankönyvszerűen megvalósíthatatlan” – interjú Chikán Attilával, az első Orbán-kormány gazdasági miniszterével (Origó, 2011. augusztus 22.)
- Mellár Tamás: megbukott az Orbán-kormány gazdaságpolitikája – interjú Mellár Tamás közgazdásszal, a Központi Statisztikai Hivatal volt elnökével és a Fidesz-közeli Századvég Gazdaságkutató Zrt. volt kutatási igazgatójával (HVG, 2011. augusztus 26.)
- Matolcsy György interjúja a CNN hírtelevízióban 2012. június 17.
- Nem lesz még egyszer hétszázalékos az alapkamat
- Matolcsy mindenkit meghökkent: „Az állam rossz banktulajdonos”! Archiválva 2015. december 17-i dátummal a Wayback Machine-ben

| Elődje: Simor András | A Magyar Nemzeti Bank elnöke 2013–2025 | Utódja: Varga Mihály |